# Canthidium moestum
Canthidium moestum är en skalbaggsart som beskrevs av Edgar von Harold 1867. Canthidium moestum ingår i släktet Canthidium och familjen bladhorningar. Inga underarter finns listade.